# Actinoschoenus
Actinoschoenus, biljni rod u porodici šiljovki, dio reda travolike. Postoji osam priznatih vrsta koje rastu po tropskoj Africi, Indiji, Indokini, Kini, Sumatri, Borneu, Filipinima, Australiji

## Vrste
1. Actinoschoenus aphyllus (Vahl) ined.
2. Actinoschoenus arthrostyloides (W.Fitzg.) K.L.Clarke, K.L.Wilson & J.J.Bruhl
3. Actinoschoenus glabrispiculus Rye, R.L.Barrett & M.D.Barrett
4. Actinoschoenus pentagonus Rye, R.L.Barrett & M.D.Barrett
5. Actinoschoenus quadricostatus Rye, R.L.Barrett & M.D.Barrett
6. Actinoschoenus ramosus Rye, R.L.Barrett & M.D.Barrett
7. Actinoschoenus repens J.Raynal
8. Actinoschoenus yunnanensis (C.B.Clarke) Y.C.Tang